# Armin von Büren
Armin von Büren (Zurigo, 20 aprile 1928 – Zurigo, 10 febbraio 2018) è stato un ciclista su strada e pistard svizzero, professionista tra il 1948 ed il 1962, vinse due edizione del Tour du Lac Léman, nel 1951 e nel 1953 e fu campione europeo nell'omnium endurance nel 1956.

## Palmarès

### Pista
- 1950

Sei giorni di Hannover (con Hugo Koblet, Gustav Kilian, Heinz Vopel)
- 1951

Prix Dupré-Lapize (con Ferdi Kübler)
- 1952

Sei giorni di Dortmund (con Hugo Koblet)
Sei giorni di Francoforte (con Hugo Koblet)
Sei giorni di Gand (con Walter Bucher)
Sei giorni di Kiel (con Jean Roth)
- 1953

Sei giorni di Bruxelles (con Hugo Koblet)
Sei giorni di Francoforte (con Hugo Koblet)
Campionati europei, Americana (con Hugo Koblet)
- 1954

Sei giorni di Zurigo (con Hugo Koblet)
Campionati europei, Americana (con Hugo Koblet)
- 1955

Sei giorni di Dortmund (con Hugo Koblet)
- 1956

Campionati europei, Omnium
- 1957

Sei giorni di Zurigo (con Gerrit Schulte)
Sei giorni di Münster (con Jean Roth)
Prix Houlier-Comès (con Hugo Koblet)
Campionati svizzeri, Velocità
- 1959

Campionati svizzeri, Velocità
- 1961

Sei giorni di Madrid (con Oscar Plattner)
Sei giorni di New York (con Oscar Plattner)

### Strada
- 1951

Tour du Lac Léman
- 1953

Tour du Lac Léman

### Competizioni europee
- Campionati europei di ciclismo su pista-Omnium maschile

Campionati europei di ciclismo su pista 1956 Omnium Endurance: 1º